# Pablo Azar
Pablo Azar, właściwie Pablo Alberto Azar Olagaray (ur. 27 lipca 1982 w Meksyku) – meksykański aktor telewizyjny.

## Życiorys
Jego ulubiony sport to piłka nożna. W 2000 ukończył trzyletnie studia aktorskie w Centro de Formacion Actoral de TV Azteca w Meksyku. 
Debiutował na małym ekranie w telenoweli Miłość inna niż mówią (El Amor no es como lo pintan, 2000-2001). 
Za rolę Simona Domingueza w telenoweli Telemundo Prawo pożądania (El cuerpo del deseo, 2005) otrzymał nagrodę Orquidea i Carteles Magazine Award. 
Kreacja Daniela Linaresa w telenoweli Bajo las Riendas del Amor (2007) przyniosła mu nagrodę Sin Limite.
W 2013 stworzył kampanię reklamową dla PETA, wypowiadając się przeciwko okrucieństwu zwierząt w cyrkach i walkach byków i prosząc fanów, aby nigdy nie brali udziału w tym.

## Filmografia

### Filmy fabularne
- 2005: Tres jako Chris Aiken

### Telenowele
- 2000–2001: Miłość inna niż mówią (El Amor no es como lo pintan)
- 2001–2002: Tak jak w kinie (Como en el cine) jako Arturo
- 2002: Sin permiso de tus padres
- 2003: Dos chicos de cuidado en la ciudad
- 2004: La Vida es una canción
- 2004: Soñarás jako Tomas
- 2005: Prawo pożądania (El Cuerpo del Deseo) jako Simón Domínguez
- 2005: Modelki (Top Models) jako Estilísta
- 2006: Marina jako Papalotte
- 2007: Bajo las Riendas del Amor jako Daniel Linares
- 2007: Decyzje (Decisiones) jako Samuel
- 2008: Przyrzeczenie (El Juramento) jako Juan Pablo Robles Conde
- 2009: Odmienić los (Bella Calamidades) jako Renato Galeano
- 2010: Sacrificio de Mujer jako Enzo
- 2010–2011: Aurora jako Cesar Lobos
- 2012: El talisman jako Armando Najera
- 2012: Corazón valiente  jako Gustavo Ponte
- 2013–2014: Marido en alquiler jako Rafael Álamo
- 2014: Królowa serc jako Juan José "Juanjo" García